# Pierre Victor Auger
Pierre Victor Auger (París, 14 de maig de 1899 - París, 25 de desembre de 1993) va ser un físic francès. Són destacats els seus treballs sobre física atòmica, física nuclear i raigs còsmics. Va tenir un gran interès en la divulgació de la ciència.

## Vida
El 1919 va entrar en l'Escola Normal Superior de París, on el 1926 va obtenir el doctorat. Allí va ser professor de física des de 1937, i el 1945 es converteix en representant d'educació superior per al govern francès, de les quals moltes de les seves reformes que va realitzar vigents encara en l'actual sistema educatiu. Entre 1948 i 1960 va ser director del Departament de Ciències de la Unesco, contribuint en la creació de diversos organismes d'investigació originals, participant en la creació del CERN, el 1953. Va abandonar el lloc passant a presidir la Comissió Espacial Francesa, que va abandonar al seu torn el 1964 per convertir-se en director general de l'European Space and Research Organization, càrrec que va ocupar fins a la seva jubilació el 1967.

## Investigacions
El seu treball es va centrar sobretot en la física nuclear i en els raigs còsmics.
El 1925 va descobrir el que es coneix com a "Efecte Auger" o "Electró auger", en el qual un àtom excitat emet un electró en lloc d'un fotó per passar a un nivell menor d'energia. Tècnicament, va ser l'austríaca Lisa Meitner uns anys abans, la primera a descobrir aquest fet, però l'article d'Auger va tenir major repercussió i per això el fenomen rep el seu nom.
El 1938 va realitzar un exhaustiu estudi sobre la cascada atmosfèrica extensa (Air showers en anglès), una cascada de partícules produïdes per un raig còsmic que entra en l'atmosfera terrestre, més tard conegut com a Doll d'Auger (Auger shower). A més, també va escriure algun llibre de poesia.
Plantilla:Vt